# طور أول من تقييم بيئي لموقع

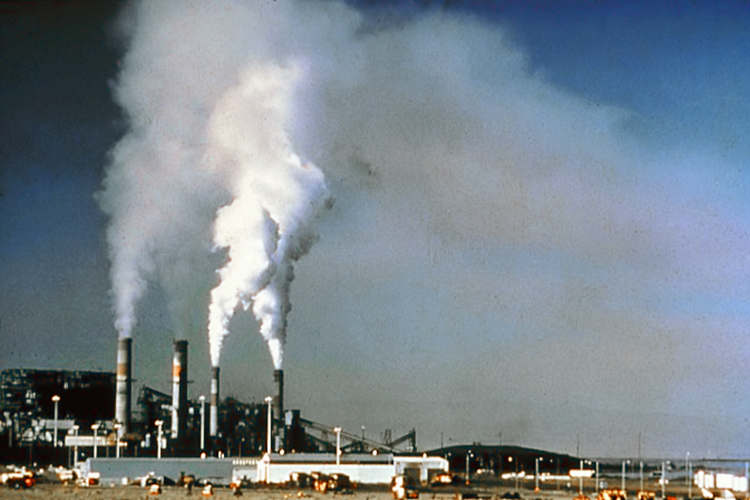
أي موقع يمكن أن يخضع للطور الأول من التقييم البيئي

في الولايات المتحدة، التقييم البيئي للموقع تقرير يجهز لأجل شركة العقارات لتعرف إلى أعباء التلوث البيئي الموجودة أو المحتملة. يتناول هذا التحليل عادةً كلًّا من الأرض النحتية والتحسينات الفيزيائية على العقار. جزء من المواقع الملوثة «حقول بنية». في الحالات الشديدة، قد تضاف الأراضي الملوثة (الحقول البنية) إلى لائحة الأولويات الوطنية حيث تخضع لبرنامج التمويل الفائق التابع لوكالة الحماية البيئية في الولايات المتحدة.
لا يجري أخذ العينات من التربة و/أو الهواء و/أو المياه الجوفية و/أو مواد البناء عادةً خلال الطور الأول من التقييم البيئي للموقع. يعتبر الطور الأول من التقييم البيئي للموقع عادةً الخطوة الأولى في عملية العناية الواجبة البيئية. صاغت وكالة حماية البيئة في الولايات المتحدة معايير إجراء الطور الأول من التقييم البيئي للموقع وهي مبنية جزئيًّا على معيار إي1527-13 الصادر عن الجمعية الأمريكية لاختبار المواد.
إذا اعتبر موقع ما ملوثًا، يمكن إجراء الطور الثاني من التقييم البيئي للموقع، اختبار إي1903 من الجمعية الأمريكية لاختبار المواد، وهو تحقيق أكثر تفصيلًا يتضمن تحليلًا كيميائيًّا للمواد الخطرة و/أو الهيدروكربونات النفطية.

## خلفيته
منذ سبعينيات القرن العشرين، أجرى شراة معينون للعقارات في الولايات المتحدة الأمريكية دراسات تشبه ما يعرف اليوم بالطور الأول من التقييمات البيئية للمواقع، وذلك لتقييم أخطار امتلاك عقارات تجارية ذات درجة عالية من التعرض السابق لاستخدام أو رمي مواد كيميائية سامة. كانت هذه الدراسات في العديد من المرات تحضيرية لفهم طبيعة تكاليف التنظيف إذا كان ينظر في الموقع لغرض إعادة التطوير أو تغيير استخدام الأرض.
ازداد الطلب في الولايات المتحدة الأمريكية بشكل كبير على هذا النوع من الدراسات في ثمانينيات القرن العشرين عقب قرارات قضائية تتعلق بمسؤولية ملاك العقارات فيما يخص إجراء عمليات التنظيف في المواقع. قررت المحاكم الأمريكية وفق تفسيرها لقانون الاستجابة البيئية والتعويضات والمسؤوليات الشامل الصادر عام 1980، أن الشاري والمؤجر أو المعير يجب أن يتحمل مسؤولية الإصلاح البيئي الخاص ببقايا المواد الخطيرة، حتى إذا كان مالك سابق قد تسبب بالتلوث؛ وإجراء الطور الأول من التقييم البيئي للموقع، وفقًا لمنطق المحاكم القضائية، يؤمن ملاذًا آمنًا، يعرف باسم «دفاع المالك البريء للأرض».
في عام 1998، أكد على ضرورة إجراء الطور الأول من التقييم البيئي للموقع من خلال تحرك الكونغرس لإنفاذ قانون تسريع التنظيف بالتمويل الفائق لعام 1998. يشترط هذا القانون على مشتري العقار التجاري أن يجروا دراسة طور أول تلبي المعيار المحدد للجمعية الأمريكية لاختبارات المواد إي1527: الإجراء المعياري للتقييمات البيئية للمواقع: عملية الطور الأول من التقييم البيئي للموقع.
أحدث المعايير هو كود القوانين الفدرالية 40 «المعايير والإجراءات الخاصة بالتحقيقات المناسبة الشاملة»، الفقرة 312 التي اعتمدت بشدة على معيار الجمعية الأمريكية لاختبارات المواد إي1527-13، وهو معيار الجمعية الأمريكية لاختبارات المواد الخاص بإجراء «تحقيق مناسب شامل» (إيه آي آي) للتقييم البيئي لعقار حقيقي. التوجيهات السابقة الخاصة بمعيار الجمعية الأمريكية لاختبارات المواد إي1527 كانت كلًّا من معايير الجمعية نفسها إي1527-97 وإي1527-00 وإي1527-05.
لا يحتاج شراة العقارات السكنية إلا إلى إجراء فحص للموقع وبيان سلسلة انتقال الملكية.